# ميرت بيكر
ميرت بيكر (بالألمانية: Meret Becker )‏ (و. 1969  م) هي مغنية، وملحنة، وممثلة مسرحية، وممثلة أفلام ألمانية، ولدت في بريمن.

## جوائز
حصلت على جوائز منها:
- صليب وسام الاستحقاق من جمهورية ألمانيا الاتحادية.

## وصلات خارجية
- ميرت بيكر على موقع IMDb (الإنجليزية)
- ميرت بيكر على موقع ميتاكريتيك (الإنجليزية)
- ميرت بيكر على موقع روتن توميتوز (الإنجليزية)
- ميرت بيكر على موقع مونزينجر (الألمانية)
- ميرت بيكر على موقع قاعدة بيانات الأفلام العربية
- ميرت بيكر على موقع ألو سيني (الفرنسية)
- ميرت بيكر على موقع ميوزك برينز (الإنجليزية)
- ميرت بيكر على موقع أول موفي (الإنجليزية)
- ميرت بيكر على موقع قاعدة بيانات الأفلام السويدية (السويدية)
- ميرت بيكر على موقع أول ميوزيك (الإنجليزية)